# Primeiro Cerco de Gibraltar

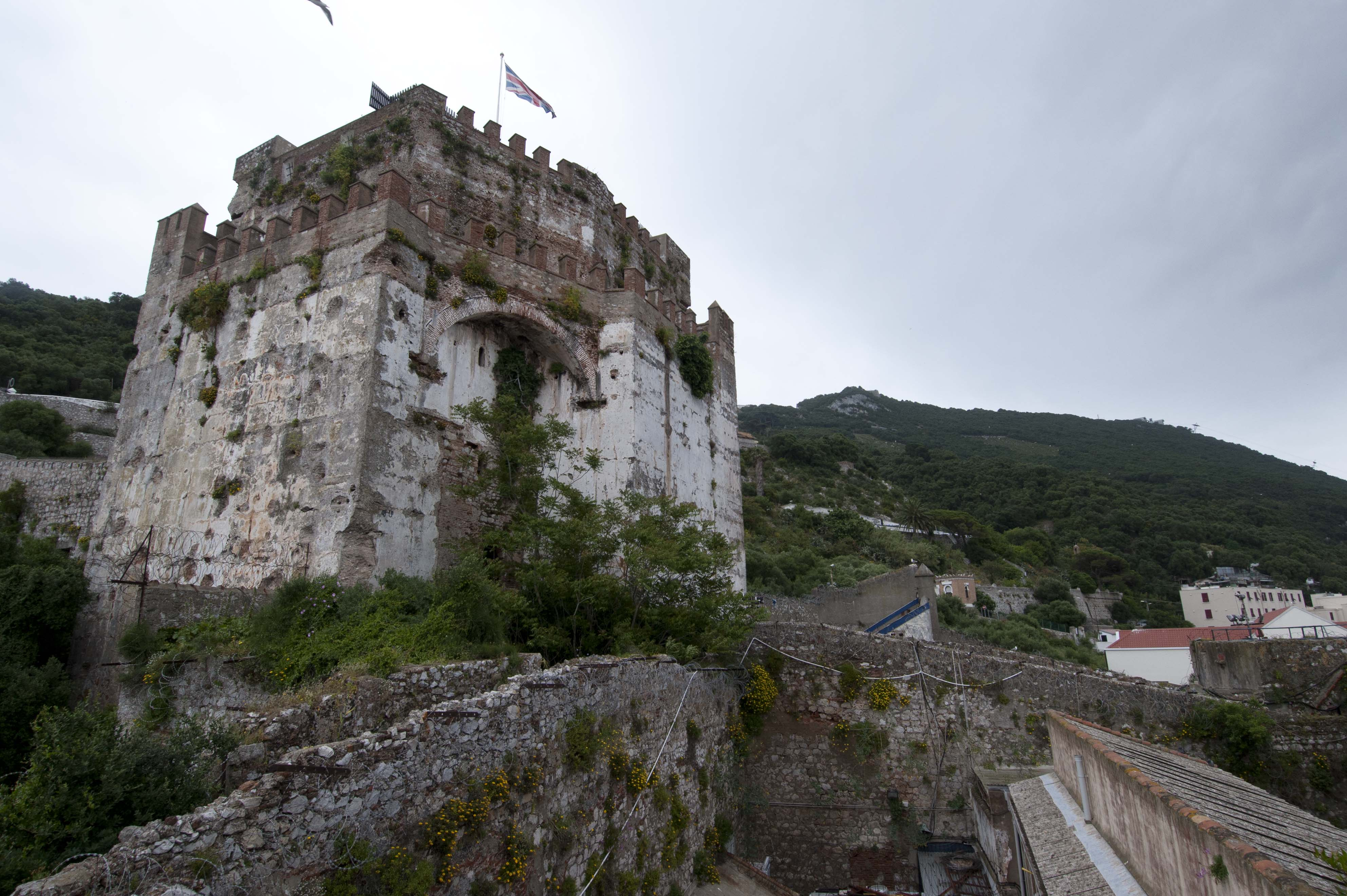
Ruínas da prisão moura em Gibraltar

O Primeiro Cerco de Gibraltar foi uma batalha da Reconquista ocorrida em 1309. A batalha envolveu as forças do Reino de Castela (a maior parte adveio do conselho militar de Sevilha) sob o comando de João Nunes II de Lara e Afonso Peres de Gusmão, contra as forças do Emirado de Granada sob o comando do emir Maomé III de Granada e do seu irmão Abu Aljuixe Nácer.
A batalha resultou numa vitória para o Reino de Castela, uma das poucas que se viria a revelar infrutífera. A tomada de Gibraltar aumentou consideravelmente o poder regional de Castela na Península Ibérica, embora em 1333 a cidade tenha sido recapturada pelas forças muçulmanas durante o Terceiro Cerco de Gibraltar.